# 梅德巴赫
梅德巴赫（德語：Medebach，發音：[ˈmeːdəˌbax] ⓘ）是德国北莱茵-威斯特法伦州阿恩斯贝格行政区上绍尔兰县的城市，面积126.05平方千米，2023年12月31日人口为8,108人。